# HMS Phoenix (N96)
Le HMS Phoenix (pennant number : N96) est un sous-marin de Classe Parthian de la Royal Navy, lancé en 1929. Il a servi à la China Station depuis sa mise en service jusqu’au début de la Seconde Guerre mondiale. Le Phoenix a ensuite été réaffecté en mer Méditerranée, où il a été coulé le 16 juillet 1940 par le torpilleur italien Albatros.

## Conception
La classe Parthian a été conçue comme une amélioration de la classe Odin antérieure. Cette nouvelle classe était plus grande, construite avec une étrave oblique et dotée d’un bouclier pour couvrir le canon de 4 pouces. Mais la classe avait un défaut de conception : les réservoirs de carburant externes rivetés fuyaient, laissant une traînée de gas-oil à la surface.
Tous les sous-marins de la classe Parthian étaient équipés de huit tubes lance-torpilles de 21 pouces (533 mm), d’un canon de pont Mk XII QF de 4 pouces (102 mm) et de deux mitrailleuses. Cette classe a été la première à être équipée de la torpille Mark VIII. Les sous-marins de la classe Parthian ont été conçus pour un effectif de 53 officiers et hommes d’équipage.

## Engagements
Le HMS Phoenix fut construit en 1928 au chantier naval Cammell Laird. Le navire était le 18e d’une série de navires de guerre britanniques nommés d’après le phénix mythologique, et avait pour devise Resurgam (en latin : « Je me lèverai à nouveau »). Le HMS Phoenix a été initialement déployé à la China Station dans le cadre de la 4ème flottille de sous-marins. Les navires de la China Station ont été chargés de la protection du trafic commercial et ont été utilisés comme symbole de la puissance britannique. Plus tard en septembre 1935, les HMS Phoenix, HMS Pandora, HMS Osiris, HMS Oswald, et le navire-dépôt HMS Medway ont reçu l’ordre de se rendre en mer Méditerranée. Pendant leur séjour en Méditerranée, les navires ont participé à des exercices navals, y compris la manœuvre de plongée d’urgence. Huit mois plus tard, le petit groupe a reçu l’ordre de retourner à Hong Kong.

### Seconde Guerre mondiale
En avril 1940, la flottille, avec le HMS Medway, a reçu l’ordre de se rendre en mer Méditerranée pour y soutenir les opérations navales et la 1re flottille de sous-marins a été créée. Le Phoenix était stationné à Alexandrie et a patrouillé du 14 juin à juillet 1940 dans la mer Égée et les eaux autour du Dodécanèse.
En juillet 1940, le Phoenix, sous le commandement du Lieutenant commander Gilbert Hugh Nowell, et le Rorqual ont été chargés de protéger un convoi de navires britanniques amenant des fournitures de Malte à Alexandrie. Le Phoenix a fait un rapport de contact le 8 juillet après avoir aperçu la flotte de combat italienne. L’amiral Andrew Cunningham a ordonné à ses navires de couper la flotte italienne de leur base à Tarente, ce qui a conduit à la bataille de Calabre. Le Phoenix a tiré des torpilles sur deux cuirassés italiens, le Giulio Cesare et le Conte di Cavour, mais il a manqué les deux cibles. Alors qu’il se découpait au large des côtes d’Augusta, en Sicile, le Phoenix a tiré des torpilles sur le torpilleur italien Albatros, mais l’a raté,. L'Albatros a contre-attaqué et a coulé le Phoenix avec des charges de profondeur. Le sous-marin a été perdu corps et biens.